# Jill Valentine
Jill Valentine (ジル・バレンタイン Jiru Barentain?) är en TV-spels-karaktär från Resident Evil-serien. Hon har synts till i Resident Evil (1996), Resident Evil 3: Nemesis, Resident Evil: Genesis, Resident Evil: The Umbrella Chronicles, Resident Evil 5 och Resident Evil: Revelations. Jills röst har spelats av Catherine Disher (Resident Evil 3: Nemesis) och Patricia Ja Lee (Resident Evil 5).

## Historia
Jill Valentine syntes först till i Resident Evil där hon var en av två valbara karaktärer. Hon ingick i organisationen S.T.A.R.S. där hon var en del av Alpha Team tillsammans med bland andra Chris Redfield. Jill och de andra i Alpha Team beger sig ut på ett uppdrag där man ska finna Bravo Team som mystiskt har försvunnit. Styrkan blir dock attackerad av muterade hundar och tar skydd i en närliggande herrgård där det första spelet börjar. Jill samarbetar genom spelet med Barry Burton.
I Resident Evil 3: Nemesis återkommer Jill Valentine men är inte längre en del av S.T.A.R.S. Spelet utspelar sig efter att zombieinvasionen slagit ut och målet är att fly Raccoon City. Hon får hjälp av Carlos Oliveira, en UBCS-soldat. Jill överlever Raccoon City, och i Resident Evil: The Umbrella Chronicles avslöjar och förgör hon Umbrella-företaget tillsammans med Chris Redfield.
I Resident Evil 5 jobbar Jill Valentine åt den onde Albert Wesker. Wesker kan kontrollera henne via en enhet fäst vid Jills bröstkorg. Chris och hans nya kompanjon Sheva Alomar lyckas dock avlägsna enheten och Jill återfår sitt minne. Jill ställer sig på Chris och Shevas sida och ber dem förgöra Wesker en gång för alla.

## Film
Jill Valentine medverkar även i filmen Resident Evil: Apocalypse, då spelad av Sienna Guillory. Filmen är delvis baserad på händelserna i spelet Resident Evil 3: Nemesis.
Jill Valentine dök upp igen i filmen Resident Evil: Retribution, åter spelad av Sienna Guillory.